# Glenn Rhee
Glenn Rhee è un personaggio del fumetto The Walking Dead e della serie televisiva omonima della AMC, dove è interpretato da Steven Yeun.
A differenza della serie televisiva nel fumetto è noto semplicemente come Glenn e non ha nemmeno un cognome.

## Descrizione
Glenn è un ragazzo di origine asiatica, coreano, ed è considerato uno dei membri più attivi, equilibrati e giusti del gruppo. Glenn, all'inizio della serie, sembra impaurito e disorientato, ma con il tempo è diventato più coraggioso ed eroico. Dalla seconda stagione, si lega in una storia d'amore con Maggie Greene, da cui aspetta un figlio. Glenn è inoltre uno dei personaggi più amati e rispettati del gruppo, poiché è quasi l'unico che ha conservato ancora un briciolo di umanità. Ha rischiato più volte la vita e viene quasi sempre rapito dai nemici di turno. Ha lasciato la caccia agli zombie per dedicarsi alla famiglia.

## Biografia del personaggio

### Fumetto
Glenn è un ragazzo di origine coreana che faceva parte del gruppo di sopravvissuti di Atlanta, e il primo che Rick ha incontrato. Non c'è molta differenza rispetto alla serie tranne nella sua morte che avviene per mano di Negan, come "conseguenza" del gruppo di Rick per aver ucciso alcuni suoi uomini. Mentre nella serie muore dopo che Negan ha appena ucciso Abraham e solo per libera scelta.

### Serie televisiva

#### Prima stagione
Si sa poco del passato di Glenn prima dell'apocalisse zombi, solo che consegnava pizze, e che in seguito all'inizio del contagio ha incontrato "Il gruppo di Atlanta" sull'Interstatale 81. Glenn è inizialmente impaurito della situazione globale, ma si offre comunque per una spedizione ad Atlanta, con T-Dog, Andrea, Morales, Jacqui e Merle Dixon. È proprio in questa spedizione che Glenn, di vedetta, si accorge di un uomo, Rick Grimes, che entra in un carro armato, circondato da zombie. Glenn aiuterà Rick a fuggire dai vaganti e gli presenterà il gruppo. In seguito, per scappare dall'edificio circondato da zombie, Glenn e Rick ne squartano uno, si ricoprono del suo sangue per confondersi insieme agli altri, che vagano per le strade. Purtroppo una pioggia improvvisa lava i costumi dei due, e si vedono costretti a scappare, mentre gli altri osservano la scena. Glenn e lo sceriffo giungono in un parcheggio, dove Glenn aziona l'allarme antifurto per creare un diversivo producendo rumore, di conseguenza facendosi seguire dagli zombie, mentre Rick salva gli altri tre membri della spedizioni, tranne Dixon, lasciato su un tetto incatenato. Giunti alla cava, dagli altri membri del gruppo, Glenn scopre che Rick è il marito di una donna del gruppo, Lori, e di suo figlio, Carl, salvi dall'apocalisse. Scopre anche che Rick è il migliore amico di Shane, il capo del gruppo. Quando Daryl Dixon scopre che il fratello è stato abbandonato, vuole tornare a tutti i costi in città. Ad accompagnarlo saranno Rick e T-Dog, che si sentono in colpa per aver lasciato l'uomo, e anche Glenn. Arrivati in città, i quattro scoprono che Merle per togliersi dalle manette si è tagliato una mano, seguiranno allora le tracce di sangue, ma senza nessun risultato. Rick ne approfitta per prendere un borsone con le armi, abbandonato in seguito all'attacco degli zombie. Un altro gruppo, i Vatos, però, si scontra con quello di Rick per il borsone, prendendo Glenn come ostaggio. Rick riesce a liberare Glenn, consegnando però metà delle armi. Glenn e gli altri tornano dagli altri, ma quando arrivano scoprono che il gruppo è stato attaccato, e molte persone sono state uccise o divorate dagli zombie. La mattina dopo Glenn rimprovera Daryl, dicendogli che le persone care non vengono bruciate come gli zombie, ma sepolte, con un funerale. Nel finale di stagione incontrerà con il gruppo il Dottor Jenner del CDC dove trovano riparo e in seguito fuggiranno dall'edificio, poiché attiva la sequenza di autodistruzione.

#### Seconda stagione
Glenn, all'inizio della seconda stagione, percorre insieme agli altri l'Inter statale 85, in cerca di un posto sicuro. Si nasconde come gli altri sotto a delle auto a causa di un'orda di zombie che vagava per l'Inter statale. Purtroppo Sophia Peletier, figlia di Carol e il defunto Ed, viene inseguita da due zombie, ma Rick cerca di salvarla, perdendola di vista. Quando il gruppo cerca Sophia una parte del gruppo capeggiata Daryl a comando di cui fa parte Glenn viene raggiunta da una donna a cavallo, che chiede a Lori, la moglie di Rick, di venire con lei. Glenn apprenderà presto che il figlio di Rick, Carl, è stato ferito da una pallottola sparata involontariamente. Quando tutto il gruppo si trasferisce alla fattoria dei Green, un posto sicuro dove Carl è stato portato e curato. La famiglia Green è composta da Hershel, padre di famiglia, da Beth, figlia minore, e Maggie, figlia maggiore. Gleen comincia a legarsi a quest'ultima, spesso parlando dopo cena, al tramonto.
Dopo la guarigione di Carl, Dale, un uomo anziano del gruppo, si accorge che l'acqua è contaminata: uno zombie è infatti caduto da tempo nel pozzo. Il gruppo però pensa che sia meglio tirarlo fuori, nel caso l'acqua non sia ancora del tutto contaminata. Glenn viene scelto come esca. Viene quindi calato nel pozzo attraverso una fune ma l'operazione rischia di diventare letale e il tutto si risolve per il meglio solo in extremis. Glenn e Maggie decidono poi di recarsi in città in cerca di medicinali in una farmacia abbandonata, dato che Lori ha discretamente chiesto a Glenn di procurargli un test di gravidanza. Quando Maggie gli chiede cosa stia cercando, imbarazzato e preso alla sprovvista, il ragazzo afferra una scatola di preservativi. Maggie lo seduce e i due fanno l'amore. Successivamente Glenn viene a conoscenza della gravidanza di Lori, e la donna lo prega di mantenere il segreto. Durante una cena, Maggie passa a Glenn un bigliettino chiedendo dove possono incontrarsi di nascosto per fare nuovamente sesso; Glenn scrive qualcosa sul foglietto e lo passa alla ragazza. Alla fine della cena, Maggie apre il biglietto e legge la risposta di Glenn: si incontreranno nel fienile. Maggie, terrorizzata, corre in direzione del fienile per avvertire Glenn, ma non riesce a raggiungerlo prima che lui scopra la presenza di zombie nel fienile. Nella puntata Segreti, Maggie scongiura Glenn di non raccontare agli altri quello che ha visto nel fienile, ma egli non resiste e rivela a Dale in un solo colpo sia il segreto del fienile sia la gravidanza di Lori. Maggie si sente tradita da Glenn. Lo perdona poco tempo dopo e la loro relazione sentimentale prosegue. In Muore la speranza, Glenn rivela la verità sugli zombi al resto del gruppo, e Shane convince gli altri a sterminare tutti i vaganti nascosti nel fienile, inclusa Sophia, ormai zombificatasi.
Nell'episodio Nebraska Hershel sparisce dopo l'incidente del fienile. Prima che Glenn e Rick vadano in città per cercarlo Maggie dice a Glenn che lo ama. I due trovano Hershel a bere in un bar e lo informano del fatto che la figlia minore, Beth, ha subito un collasso e necessita di assistenza medica. Tentano di convincerlo a far ritorno alla fattoria, ma l'uomo rifiuta. Due sconosciuti arrivano nel bar, Dave e Tony. Il confronto porta a uno scontro violento nel quale Rick uccide i due uomini. In Grilletto facile, altri uomini armati provenienti dallo stesso gruppo di sopravvissuti di Dave e Tony arrivano sul posto per cercarli, e ne nasce una sparatoria con Glenn, Rick e Hershel. Glenn prova vergogna per essersi paralizzato dalla paura durante lo scontro a fuoco. Viene catturato uno degli assalitori, un ragazzo di nome Randall, prima che i tre tornino alla fattoria. In La sentenza, Hershel regala a Glenn un orologio di famiglia, come simbolo della sua approvazione per la relazione con Maggie. In Il giustiziere, quando apparentemente Randall scappa, Rick, Shane, Daryl, e Glenn vanno in cerca del fuggitivo; Shane porta Rick in una direzione, mentre Daryl e Glenn esplorano un'altra zona del bosco. Glenn e Daryl trovano Randall, che però si è inspiegabilmente trasformato in uno zombie, nonostante non ci siano segni di morsi sul suo corpo. Nella puntata La linea del fuoco, quando la fattoria viene invasa dagli zombi, Glenn gioca un ruolo fondamentale nella sua difesa. Durante il caos, convince Maggie a fuggire insieme a lui. Più tardi la rassicura sulla sicurezza dei suoi famigliari, e le confessa il suo amore. Alla fine i due si ricongiungono sulla strada con gli altri sopravvissuti.

#### Terza stagione
Nell'episodio di apertura della stagione, Casa dolce casa, sei o sette mesi dopo avere lasciato la fattoria, Glenn dimostra di essere diventato estremamente abile nel combattere gli zombie. Lui e Maggie continuano la loro relazione sentimentale. Il gruppo trova rifugio in una prigione e, dopo averla "ripulita" dai vaganti, decide di stabilirvisi. Mentre liberano una parte della prigione, Glenn e Maggie si ritrovano separati da Hershel e Hershel viene morso da uno zombie, costringendo Rick ad amputargli la gamba ferita sotto il ginocchio per impedire all'infezione di propagarsi. In Il risveglio, Glenn scorta Carol nel cortile della prigione in modo che possa far pratica di taglio cesareo su uno zombie abbattuto in vista del parto di Lori. Nella puntata Dentro e fuori, quando Andrew lascia entrare dei vaganti all'interno della prigione, Glenn aiuta gli altri ad abbattere gli zombi e a rendere nuovamente sicura la prigione, ma non prima che T-Dog e Lori restino uccisi. Nell'episodio Basta una parola, Glenn cerca di calmare uno sconvolto Rick ma viene quasi da lui assalito. In La preda, mentre si trovano fuori per una ricognizione in cerca di provviste, Glenn e Maggie vengono catturati da Merle e portati a Woodbury per essere interrogati. Nella puntata Infiltrati, Merle picchia brutalmente Glenn mentre cerca di fargli dire dove si trovi il resto del gruppo. Nonostante ciò, egli non parla, viene costretto a combattere disarmato contro uno zombie, e non cede nemmeno quando il Governatore minaccia di sparare a Maggie. Ma quando il Governatore minaccia di sparare a Glenn, Maggie crolla e rivela l'ubicazione della prigione. In Fatti per soffrire, quando Glenn e Maggie tentano la fuga, il Governatore ordina a Merle di ucciderli; ma l'ordine non può essere eseguito grazie a Rick e compagni che assaltano Woodbury. Rick, Glenn, e Maggie fuggono e si ricongiungono con Michonne.
In Fratello, mentre Glenn resta nelle retrovie, Rick e Maggie lanciano delle granate fumogene, uccidono diversi residenti di Woodbury e liberano Merle e Daryl. Glenn mostra il suo disappunto verso la liberazione di Merle e vorrebbe ucciderlo, ma suo fratello Daryl si oppone. Inoltre è frustrato perché Rick non ha ucciso il Governatore (che Glenn crede ancora colpevole di aver stuprato Maggie) nonostante ne avesse avuto la possibilità. Il gruppo torna alla prigione senza Merle e Daryl, ma il rapporto tra Glenn e Maggie mostra segni di cedimento. Rick ha una crisi di nervi mentre riceve il gruppo di Tyreese, e quindi è Glenn a portarli fuori dalla stanza quando Rick inizia a urlare. In Bentornato a casa, con Rick ancora fuori controllo, Glenn decide di imporsi come nuovo leader del gruppo, pianificando di uccidere il Governatore cogliendolo di sorpresa. Mentre è in ricognizione, la prigione viene attaccata dagli uomini del Governatore che uccidono Axel e sfondano il cancello principale con un furgone. In Giuda, mentre Rick discute con Hershel se lasciare o meno la prigione, Glenn si dichiara d'accordo con Rick di restare e combattere. Nella puntata Apri gli occhi Merle vuole uccidere il Governatore durante il suo meeting con Rick, ma Glenn lo trattiene non permettendogli di lasciare la prigione. Glenn inizia a sfogare gran parte della sua rabbia repressa, e la sua relazione con Maggie migliora. Nell'episodio L'inganno Glenn chiede a Hershel il permesso di sposare Maggie, e l'uomo acconsente. Glenn allora chiede a Maggie di sposarlo, e lei accetta. Nell'episodio finale Nelle tombe il Governatore attacca nuovamente la prigione, ma il gruppo non si fa trovare impreparato. Glenn e Maggie combattono insieme indossando dei completi anti-sommossa. Più tardi, quando Rick torna alla base portandosi dietro i sopravvissuti di Woodbury, Glenn apre loro i cancelli della prigione.

#### Quarta stagione
Nella prima puntata della stagione, Calma apparente, Glenn decide di uscire in ricognizione al posto di Maggie, che pensa di essere incinta. Quando lui torna alla prigione, Maggie gli dice di non essere incinta. Nell'episodio Infetto Glenn è visto mentre avvisa urlando della presenza di zombie in un blocco della prigione durante un attacco. Poi si incontra con gli altri membri del consiglio della prigione per discutere di un probabile virus che si è diffuso all'interno del carcere, e la decisione di mettere in quarantena i malati. Nella puntata Isolamento, Glenn si ammala e viene messo in quarantena con gli altri infetti. In L'inferno, pur essendo malati, Glenn e Sasha aiutano Hershel ad assistere gli altri infetti dal virus. Glenn sviene e si riprende dopo essere stato rianimato da Hershel. Bob torna alla base con una scorta di antibiotici e li somministra a Glenn. Nell'episodio Indietro non si torna, quando la prigione viene presa d'assalto dal Governatore, Glenn viene salvato da Maggie e messo su un autobus con altri rifugiati.
In Detenuti, dopo l'attacco alla prigione, Glenn si risveglia imprigionato ancora lì dopo che aveva lasciato il bus in partenza. Torna nella sua cella e prende la foto di Maggie. Prende la tuta da sommossa, un fucile automatico, una bottiglia di alcol e se ne va. Sulla strada incontra Tara, una sopravvissuta del gruppo degli attaccanti. Lei gli spiega di non avere più nessun motivo per restare in vita, avendo visto morire la sorella e la nipote. Inoltre, lo informa della morte di Hershel, notizia che lascia Glenn distrutto dal dolore. Glenn convince la ragazza di aver bisogno l'uno dell'altra per riuscire a uscire vivi da questa situazione. Glenn usa la bottiglia di alcol come una molotov su una macchina vicina per distrarre gli zombi, e così facendo lui e Tara riescono a fuggire. Mentre sono in cammino, Tara confessa a Glenn che il Governatore aveva detto loro che il gruppo della prigione erano persone malvagie, ma che lei non gli aveva creduto per un solo secondo, e si scusa di tutto. Poi entrambi vengono assaliti dai vaganti, Glenn sviene, e quando Tara uccide l'ultimo zombie, giunge sul posto un mezzo militare dal quale scendono: Abraham Ford, Eugene Porter, e Rosita Espinosa. In Salvare il mondo Abraham convince Tara ad accompagnarli verso Washington D.C. in modo che Eugene possa fermare il virus che ha scatenato l'apocalisse zombi e salvare il mondo, e insieme caricano un incosciente Glenn sul mezzo. Quando Glenn si risveglia, costringe Abraham a fermarsi. Poi insiste per andare a cercare Maggie, ma quando Abraham afferma perentorio che è inutile in quanto Maggie è sicuramente morta, tra i due uomini scoppia una lite furibonda. La rissa attira dei vaganti, e quando Eugene cerca di sparare loro, accidentalmente colpisce il veicolo del gruppo. Glenn interpreta il fatto come un segno del destino e decide di andare a cercare Maggie. Tara decide di accompagnarlo. Nella puntata Solo, Glenn scopre un segnale che indica una zona franca chiamata Terminus. In Noi il gruppo inizia a vedere delle tracce lasciate appositamente da Maggie, e quando stanno per imboccare un oscuro tunnel, Abraham non se la sente di rischiare la vita di Eugene, lasciando da soli Glenn e Tara. I due entrano nel tunnel ma restano ben presto intrappolati in esso circondati da vaganti. Quando stanno per essere sopraffatti, vengono salvati da Maggie, Sasha, Bob, Eugene, Abraham e Rosita. Riunitosi con Maggie, Glenn decide insieme a tutti gli altri, di andare a Terminus. Nella puntata finale della stagione, A, viene svelato che il gruppo è stato imprigionato in una vagone merci insieme al gruppo di Rick.

#### Quinta stagione
Insieme al suo gruppo riesce a fuggire miracolosamente da Terminus grazie all' intervento di Carol. Lungo la strada poi il gruppo fa la conoscenza di padre Gabriel che li ospita all' interno della loro chiesa. Dopo avere banchettato allegramente tutti insieme però, Bob scompare per poi essere trovato poco dopo con una gamba mozzata. L'uomo avvisa il gruppo che Garret e altri uomini di Terminus sono sopravvissuti e li stanno cercando per ucciderli. Abraham vorrebbe partire subito verso Washington per salvare Eugene, ma Rick glielo impedisce e i due arrivano quasi alle mani, se non fosse per l'intervento di Glenn che prega Abraham di aiutarli a respingere i cannibali di Terminus. In cambio lui, Maggie e Tara sarebbero andati con lui a Washington. Dopo l'uccisione dei nemici inizia il viaggio verso Washington, che si rivela inutile, in quanto Eugene ha mentito circa l'esistenza della cura. Tornato alla chiesa si dirige ad Atlanta, dove Maggie crede di riabbracciare sua sorella, che muore tragicamente per un colpo di pistola dovuto alla sua mal riuscita uccisione di Dawn (uccisa subito dopo da Daryl). Accompagnerá poi Noah a casa sua assieme a Michonne, Rick e Tyreese assistendo alla lenta agonia di quest'ultimo dopo il morso di uno zombie. Dopo aver vagato per alcune settimane senza sosta il suo gruppo é avvicinato da Aaron che dopo un'iniziale diffidenza ottiene la fiducia di tutti. L'uomo li condurrà poi ad Alexandria, una comunitá di sopravvissuti. A Glen viene affidato il lavoro di addetto alle spedizioni assieme a Tara e Noah. Avrà problemi con il modo di fare le cose di Aiden e Nicholas e avrá una discussione con loro dinanzi a tutta la comunitá. Durante una spedizione andata male assiste alla morte di Aiden e di Noah causate dalla codardia di Nicholas che nel finale di stagione tenta di ucciderlo, ma Glen lo picchia selvaggiamente e lo riporta indietro.

#### Sesta stagione
Il gruppo scopre una cava di pietra piena di zombie intrappolata da alcuni camion e Rick capisce che la comunità è sopravvissuta fino a quel punto grazie proprio a quella cava. Glenn quindi decide insieme a Nicholas e ad altri sopravvissuti di fare una ricognizione intorno proprio alla cava. Quando la mandria di zombie è attirata dal rumore dei veicoli di Rick il gruppo dei Wolf attacca e saccheggia Alexandria. Nel combattimento uno dei veicoli utilizzati dai vandali colpisce la barricata attivando il clacson. Il rumore divide la mandria e molte migliaia di zombie iniziano a marciare proprio verso la comunità. Glenn, insieme ad alcuni sopravvissuti e sotto consiglio di Rick, decide di ritornare ad Alexandria per controllare cosa stia succedendo. Durante il tragitto però alcuni sopravvissuti rimangono feriti e per cercare di aiutarli Nicholas e Glenn decidono di fare da bersaglio per gli zombie. I due vengono però chiusi in un vicolo cieco e la situazione è drammatica: Nicholas disperato dice "grazie" a Glenn e si suicida. Il cadavere travolge Glenn che cade e l'orda di zombie si avventa su di lui. Non si sa inizialmente cosa succede a Glenn ma sembra proprio che l'asiatico venga divorato. Nell'episodio 7 "Non Lasciar Che Muoia", tuttavia, il mistero viene svelato: il corpo di Nicholas invece di uccidere Glenn lo salva dagli zombie che, attratti appunto dal cadavere, fanno scappare Glenn il quale si rifugia sotto il bidone dell'immondizia. La mattina dopo Glenn si risveglia e incontra Enid la quale era fuggita da Alexandria durante l'attacco dei Wolf. Intanto ad Alexandria, Glenn viene già ritenuto morto e il suo nome viene scritto sulla parete dei caduti. Quando il coreano raggiunge la comunità trova la città completamente invasa dagli zombie; con l'aiuto di Enid gonfia alcuni palloncini e li libera in cielo, così da far capire ai sopravvissuti di Alexandria che è sopravvissuto e che raggiungerà la comunità appena ne avrà la possibilità. La sera stessa Enid e Glenn riescono a entrare attraverso un buco nel muro e incontrano Meggie che circondata dagli erranti sta per cadere dalla torre di vedetta. A questo punto suo marito capisce che l'unico modo di salvarla è quello di distrarre gli zombie. Disperato decide di attirarli su di sé. Quando l'orda lo circonda però Abraham e Sasha sopraggiungono per salvarlo e ci riescono. Meggie poi con l'aiuto di Enid riesce a scendere dalla torre e finalmente può riabbracciare il suo amato.

#### Settima stagione
Dopo che il gruppo di Rick Grimes viene catturato da Negan, il capo dei Salvatori, viene deciso di fare una conta, al termine della quale chi sarà scelto verrà eliminato per punizione. Viene scelto Abraham, che viene brutalmente massacrato a colpi di "Lucille", la mazza da baseball di Negan. Subito dopo, a causa di Daryl, viene ucciso anche Glenn. Negan aveva già ammonito il coreano, che poco prima si era intromesso per andare da Maggie, di non fare altri errori, pena la morte. Daryl, reagendo alla morte di Abraham, è andato contro l'avvertimento dell'uomo e quindi Glenn viene ucciso. Il suo corpo e quello di Abraham vengono portati a Hilltop e seppelliti.

## Abilità
Glenn è un esperto di tattica e pianificazione e conosce alla perfezione tutte le strade, le vie segrete e i cunicoli di Atlanta, qualità che lo rendono molto abile nella guerra urbana.
Nel corso della serie diventerà sempre più coraggioso e abile nella caccia agli zombie, nell'uso delle armi, e nel combattimento corpo a corpo di base.